# Список умерших в 1336 году
В этой статье представлен список известных людей, умерших в 1336 году.
См. также: Категория:Умершие в 1336 году

## Январь
- 19 января — Луи IV, граф Лоона (1323—1336), граф Шини (1313—1336) (под именем Луи VI).
- 20 января — Джон де Богун (29) — граф Херефорд и Граф Эссекс (1322—1336), лорд Верховный констебль Англии (1322—1330).
- 24 января — Альфонсо IV Кроткий (36) — король Арагона, король Валенсии (Альфонс II), граф Барселоны, король Сардинии и Корсики (Альфонс III) (1327—1336), граф Урхеля (по праву жены) (1314—1336).
- 27 января — Анри IV де Сюлли — великий кравчий Франции (1317—1336).
- 31 января — Лука Фиески — итальянский кардинал-дьякон Santa Maria in Via Lata (1300—1306), кардинал-дьякон Santi Cosma e Damiano (1306—1336)

## Февраль
- 25 февраля — Маргирис — литовский князь Пиленая; покончил жизнь самоубийством[1].

## Март
- 12 марта — Ги II — маркграф Намюра (1335—1336), погиб на рыцарском турнире
- 27 марта — Уильям Айермин[англ.] — лорд-хранитель Малой печати (1324—1325), лорд-канцлер (1326—1327), лорд-казначей (1131—1132), епископ Нориджа (1325—1336)

## Апрель
- 5 апреля — Жан де Гравина — сын короля Неаполя Карла II Анжуйского, граф Гравины (1315—1336), князь Ахейский (1318—1332), пфальцграф Кефалинии и Закинфа (1322—1332), герцог Дураццо (1322—1336).
- 24 апреля — Ги де Аркур[фр.] — епископ Лизьё (1303—1336)

## Май
- 17 мая — Император Го-Фусими (48) — император Японии (1298—1301)
- 23 мая — Вацлав Плоцкий — князь Плоцкий (1313—1336)

## Июнь
- 4 июня — Гийом Пьер Годен — французский теолог, кардинал-священник с титулом церкви Санта-Чечилия (1312—1317), кардинал-епископ Сабина-Поджо Миртето (1317—1336), декан Коллегии кардиналов (1323—1336).
- 29 июня — Федерико I — маркграф Салуццо (1330—1336).

## Июль
- 5 июля — Кусуноки Масасигэ — японский политический деятель и полководец периода Намбокутё; покончил жизнь самоубийством после поражения в битве при Минатогава
- 8 июля — Святая Изабелла Португальская (63) — инфанта Арагона, дочь Педро III Арагонского, королева-консорт Португалии (1282—1325), жена Диниша I, святая римско-католической церкви

## Август
- 19 августа — Анжело Долфин[итал.] — епископ Кастелло (1328—1336)
- 27 августа — Вальрам фон Фельденц[нем.] — князь-епископ Шпейера (1332—1336)

## Сентябрь
- 5 сентября — Карл д’Этамп — первый граф Этампа (1327—1335), пэр Франции
- 7 сентября — Генри ле Скруп — английский юрист, главный судья Англии (1317—1323, 1329—1330), главный судья суда казначейства (с 1331), главный судья суда общегражданских исков (1333).
- 13 сентября — Джон Элтемский, граф Корнуолл (20) — второй сын английского короля Эдуарда II, наследник престола (1327—1330), последний граф Корнуолл (1328—1336).
- 30 сентября — Екатерина Савойская — дочь графа Савойи Амадея V, герцогиня-консорт Австрии и Штирии (1315—1326) как жена Леопольда I

## Октябрь
- 9 октября — Энрико III ди Мец[нем.] — епископ Тренто (1310—1336)

## Ноябрь
- 2 ноября — Альберт фон Энн[нем.] — епископ Брессаноне (1324—1336)
- 11 ноября — Эдуард I — граф Бара (1302—1336), убит на Кипре
- 14 ноября — Арнольд III фон Уйсзигхайм[англ.] — средневековый немецкий разбойник, бандит и ренегат; рыцарь, известный расправами над еврейскими общинами в Эльзасе; казнён.
- Роланд III Ратот, венгерский дворянин, ишпан графств Шопрон и Ваш (1333—1336).

## Дата неизвестна или требует уточнения
- Ала уд-Даула Симнани[англ.] — исламский писатель.
- Антоний, епископ Русской православной церкви, епископ Ростовский, Ярославский и Белоезерский.
- Арпа хан[англ.] — ильхан под опекой (1335—1336)
- Аршамбо IV — граф Перигора (1311—1336)
- Белаур — болгарский феодал, последний деспот Видина (1323—1336)
- Бернар VIII — граф Комменжа (1312—1336)
- Бузан-хан — хан Чагатайского улуса (1334—1336)
- Гийас ад-Дин Мухаммад[англ.] — государственный деятель государства Хулагуидов — наместник Хорасана, позднее (1327—1335) визирь Абу Са‘ида, покровитель литературы, сын Рашид ад-Дина; убит в борьбе за власть.
- Джаяварман IX — последний император Кхмерской Империи (1327—1336)
- Джон де Бошан — первый барон Бошан (1299—1336).
- Зигхард фон Шварцбург, ландмейстер Тевтонского ордена в Пруссии (1306).
- Ибн аль-Хадж аль-Абдари[англ.] — мусульманский теолог.
- Миклош Кёсеги, венгерский церковный и государственный деятель, епископ Дьёра (1308—1336).
- Лешек Ратиборский — князь Ратиборский (1306—1336), князь Козленский (1334—1336).
- Ланцеротто Малочелло — генуэзский путешественник, по имени которого назван остров Лансароте, один из Канарских островов.
- Рамон Мунтанер — испанский каталонский историк, военный и хронист. Автор «Хроники».
- Ричард Уоллингфордский — английский математик, астроном и часовых дел мастер, основоположник европейской тригонометрии.
- Сенне да ла Читарра[итал.] — итальянский поэт
- Симон II[англ.] — граф Спонхейма (1290—1336).
- Энрико Скровеньи, падуанский ростовщик, заказчик капеллы Скровеньи и находящихся там работ Джотто
- Уго II Арборейский — юдекс Арбореи (1321—1336).
- Генри Фицхью, английский аристократ, 1-й барон Фицхью (с 1321).
- Чино да Пистойя — итальянский юрист и поэт.